# Yalla Parkour
Yalla Parkour és un documental del 2024 escrit i dirigit per Areeb Zuaiter en el seu primer llargmetratge com a directora. La pel·lícula segueix Areeb Zuaiter a la recerca d'un record que reforça el seu sentiment de pertinença, i es troba amb l'Ahmed, un atleta de parkour a Gaza. S'ha subtitulat al català.
Es va estrenar el 16 de novembre de 2024 al Doc NYC, on va competir a la Competició Internacional de Documentals També es va presentar com a part de la secció Panorama al 75è Festival Internacional de Cinema de Berlín el 15 de febrer de 2025.
Es tracta d'una coproducció internacional entre productores de Suècia, Qatar, l'Aràbia Saudita i Palestina.